# Stillwater Pond State Park

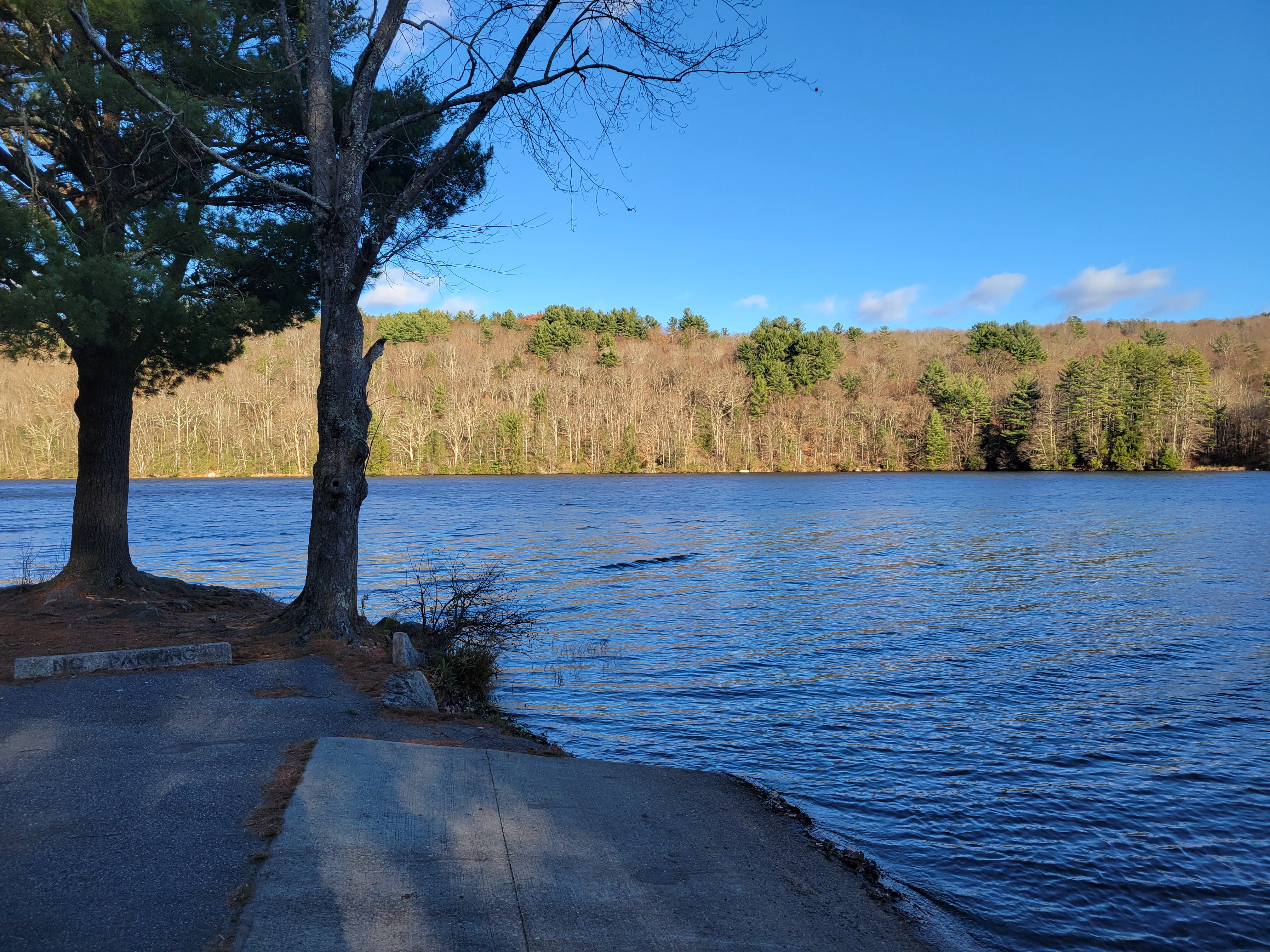
Stillwater Pond

Stillwater Pond State Park ist ein State Park im US-Bundesstaat Connecticut auf dem Gebiet der Gemeinde Torrington. Die Hauptattraktion ist der Stillwater Pond mit einer Fläche von 100 acre (40,5 ha), auf dem Bootfahren und Angeln erlaubt sind. Am See befindet sich eine gepflasterte Bootsrampe. Vor allem im Herbst ist der See ein beliebtes Ziel wegen der beeindruckenden Herbstfärbung der Wälder.

## Geographie
Der Stillwater Pond ist ein Stausee am Oberlauf des Naugatuck River. Der West Branch Naugatuck River wird durch den Marshal Lake Brook und den Drake Pond Brook sowie weitere kleine Bäche gespeist. Ein weiterer Stauteich (Brass Mill Dam) findet sich am Ostrand des Schutzgebiets. In nächster Nähe liegen der John A. Minetto State Park (etwa 1 km nördlich) und der Sunnybrook State Park (ca. 100 m östlich).